# Ruta Provincial C 45 (Córdoba)
La Ruta Provincial C-45 es una carretera argentina asflaltada, de la provincia de Córdoba, que vincula la Autopista Córdoba - Carlos Paz, con la Ruta Nacional 9, en la ciudad de Río Segundo, cruzando las localidades de Alta Gracia y Lozada.
Por medio de ella se puede acceder a la Ruta Provincial 34, que atraviesa la Pampa de Achala. al Centro Espacial Teófilo Tabanera (más conocido como La CONAE), a la  RP E 96 , que permite acceder a la Estación Astrofísica de Bosque Alegre y a la Estación Terrena de Bosque Alegre, ubicada junto a la conocida vulgarmente como Rotonda de los 5 Valles, en el inicio de la  RP S-271 . A la ciudad de Alta Gracia, a la  RP 5 , a la  RN 36 , para finalmente alcanzar la  RN 1V09  y la  RN 9 , donde finaliza su recorrido.
La denominación C, se debe a que es ruta de circunvalación. Tal vez, parte del 
Segundo Anillo de Circunvalación, que rodea a la ciudad de Córdoba y cuyo objetivo es alivianar el tránsito por la Ruta Nacional A019 agilizando el acceso a la región sur y oeste de la provincia.
 En forma indirecta, también agiliza el paso de vehículos en general, desde y hacia el norte y este de la provincia.

## Localidades
A lo largo de su breve recorrido, esta ruta atraviesa dos importantes localidades ubicadas en dos diferentes departamentos, que se detallan a continuación. Aquellas
que figuran en itálica, son cabecera del departamento respectivo. Los datos de población corresponden al censo INDEC 2010. Las localidades con la leyenda s/d hacen referencia a que no se encontraron datos oficiales.
- Departamento Río Segundo: Río Segundo 20 427
- Departamento Santa María: Lozada 1.041, Rafael García 565,Alta Gracia 48 506, Falda del Carmen 610 y Falda del Cañete s/d

| Intersecciones (en orden inverso)                        | Intersecciones (en orden inverso)                                                                          |
| ruta                                                     | desvíos hacia                                                                                              |
| -------------------------------------------------------- | --- |
| Ruta Nacional 9 (Autopista)                              | Córdoba - Rosario - Buenos Aires.                                                                          |
| Ruta Nacional RN1V09                                     | Córdoba, Pilar, Villa María, Bell Ville, Marcos Juárez, Cañada de Gómez - Roldán - Rosario - Buenos Aires. |
| Ruta provincial S416                                     | Toledo. |
| Ruta provincial S249                                     | centro de Lozada. Cosme, Buena Vista, Cosme Sud, Despeñaderos.                                             |
| A102 Camino a 60 Cuadras                                 | Coronel Olmedo, Córdoba.                                                                                   |
| A103 Camino a San Carlos                                 | San Carlos, Córdoba.                                                                                       |
| Ruta provincial S253                                     | Cosme, San Antonio.                                                                                        |
| Ruta provincial A104                                     | Bajo Grande, Bouwer, Córdoba.                                                                              |
| Av. José De San Martín                                   | acceso a Rafael García.                                                                                    |
| Ruta nacional 36 Autovía Gobernador Juan Bautista Bustos | Despeñaderos, Río Cuarto.                                                                                  |
| Ruta provincial 5 Autovía Atilio López                   | Valle de Paravachasca y Calamuchita                                                                        |
| Av. Lucas Córdoba                                        | barrios del norte y oeste de Alta Gracia.                                                                  |
| Ruta provincial S376                                     | La Lagunilla, Malagueño.                                                                                   |
| Ruta provincial E96                                      | Bosque Alegre, San Clemente.                                                                               |
| Ruta provincial 34 Camino de las Altas Cumbres           | Traslasierra.                                                                                              |
| Autopista Justiniano Posse                               | Valle de Punilla                                                                                           |

## Trazado
La Ruta Provincial C 45 inicia su trazado en el puente ubicado sobre la autopista Córdoba - Carlos Paz (donde comienza la Ruta Nacional 38 y finaliza el primer tramo de la Ruta Nacional 20). Desde allí, toma rumbo sur y luego este, hasta alcanzar su kilómetro 73, en las afueras de la ciudad de Río Segundo sobre la  RN 1V09 .

El tramo entre la Autopista Cordoba Carlos Paz y la Ruta Provincial 34 posee el formato de autovía (un formato similar al de autopista). También lo posee el kilómetro previo al cruce con la Ruta Nacional 36 (que también posee formato de autopista).
|  |  | ENDEa |

|  | RMCONTgq | SKRZ-Mo | RMCONTfq |  |

|  | CONTgq | TBHFeq |  |  |

|  | CONTgq | ABZgr+r |  |  |

|  | WASSERq | WBRÜCKE1 | WASSERq |  |

|  | CONTgq | TBHFeq |  |  |

|  | tCONTgq | ABZlr+lr | CONTfq |  |

|  | CONTgq | TBHF | CONTfq |  |

|  | CONTgq | TBHF | CONTfq |  |

|  | CONTgq | TBHF | CONTfq |  |

|  |  | TEEaq | CONTfq |  |

|  | RMCONTgq | SKRZ-Mo | RMCONTfq |  |

| BAHN | RGCONTgq | SKRZ-GBUE | RGCONTfq |  |

|  |  | mbKRZo +cerulean |

|  |  | TEEaq | CONTfq |  |

|  |  | TEEaq | CONTfq |  |

|  |  | TEEaq | CONTfq |  |

|  |  | TEEaq | CONTfq |  |

|  |  | BHF |

|  | lELC | STR |  |  |

|  |  | STR |

|  | GRZq | STR+GRZq | GRZq |  |

|  |  | STR |

|  | CONTgq | SHI4gl+lq | STR+r |  |

|  |  | STR+l | TBHFe | CONTfq |

|  |  | STR |

|  | RMCONTgq | SKRZ-Mo | RMCONTfq |  |

|  |  | CONTf |

## Nota
1. ↑  El kilometraje fue tomado del amojonado en ruta. En caso de ausencia de los mismos, se calculó según información disponible en Internet.

## Transporte y comunicaciones
Debido a su estratégica posición, la Ruta C-45 es utilizada por numerosas empresas de transporte que unen no solo las localidades que se encuentran en su trazado (por ejemplo Buses Lep, Canello, Empresa Sarmiento, etc.), sino también algunas que la utilizan de enlace entre otras localidades, sin pasar por la ciudad de Córdoba.